# Penya-segats de la Muga
Els Penya-segats de la Muga és un espai natural situat a la riba esquerra del barranc del Cau o el Rimal, a l'extrem més oriental del territori preprinienc, que té unes característiques úniques dins d'aquesta regió. Està format per materials geològics poc freqüents a Catalunya: penya-segats triàsics. Té gran interès biogeogràfic, especialment per la seva singularitat botànica, atès que s'hi troba l'única localitat amb diverses espècies valuoses de flora criptogàmica catalana (falgueres i molses) i fongs.

## Medi físic
En aquest Espai afloren materials geològics diversos, predominantment àcids (conglomerats), que determinen l'establiment de sistemes naturals ben diferenciats. Els sistemes limnològics són una mostra de les característiques de la capçalera de la Muga, amb la unió dels efectes pirinencs i mediterranis i l'aparició de diferents substrats que el fan molt ric en alguns elements.

## Biodiversitat
A l'espai dels Penya-segats de la Muga, el valor i la riquesa de la biodiversitat rauen en la seva singularitat botànica, ja que compta amb l'única localitat amb diverses espècies valuoses de la flora criptogàmica catalana: falgueres i molses.
El paisatge vegetal està caracteritzat pel predomini de les comunitats vegetals del domini de la sureda (Quercetum ilicis galloprovinciale suberetosum) i, en especial, de les brolles silicícoles d'estepes i brucs (Cistion mediomeditarraneum). L'alzinar litoral calcícola i els boscos de ribera també apareixen a les zones de contacte amb els barrancs subsidiaris de la Muga.
L'espai constitueix un indret biogeogràfic d'especial interès car s'hi troba l'única localitat amb espècies de la flora criptogàmica catalana, com és el cas de la falguera africana Pellaea calomelanos, que habita les fissures de les roques termòfiles; i també d'interès briològic i micològic, amb importants elements mediterraneooceànics (Leucobrium juniperideum, Harpalagenea ovata) únics a les terres catalanes.
El curs fluvial de la Muga per aquest espai conté algunes espècies de peixos interessants: el barb de muntanya (Barbus meridionalis), la bagra (Leuciscus cephalus), o la truita (Salmo trutta); així com de rèptils: La serp de collaret (Natrix natrix), per exemple. Pel que fa als ocells, també hi ha elements no gaire abundants a la resta de Catalunya: el tallarol emmascarat (Sylvia hortensis) o l'oreneta cua-rogenca (Hirundo daurica). Altres elements remarcables són el falcó pelegrí (Falco peregrinus), la llúdriga (Lutra lutra), o el ratpenat d'orelles dentades (Myotis emarginatus).

## Protecció
L'Espai Natural Protegit dels Penya-segats de la Muga va ser incorporat al PEIN pel Decret 328/1992, pel qual s'aprovava el PEIN. Aquest Espai va ser declarat per primera vegada com a LIC el 1997 i com a Zona d'especial protecció per a les aus (ZEPA) el 2005; posteriorment va ser ampliat com a espai Natura 2000 mitjançant l'Acord del Govern 112/2006, de 5 de setembre, que va aprovar la xarxa Natura 2000 a Catalunya. Així mateix, mitjançant el Pla especial se'n va fer la delimitació definitiva. Aquest Pla complementa el règim normatiu bàsic de protecció establert pel PEIN amb determinacions específiques per a aquest Espai.